# 1126 Otero
Otero (asteróide 1126) é um asteróide da cintura principal com um diâmetro de 11,96 quilómetros, a 1,937598 UA. Possui uma excentricidade de 0,1471694 e um período orbital de 1 250,83 dias (3,42 anos).
Otero tem uma velocidade orbital média de 19,76024351 km/s e uma inclinação de 6,50075º.
Esse asteróide foi descoberto em 11 de Janeiro de 1929 por Karl Reinmuth.